# سالکیم‌سو (بایبورد)
سالکیم‌سو (به ترکی استانبولی: Salkımsu) (به کردی: Hurme) یک منطقهٔ مسکونی در ترکیه است که در بایبورد واقع شده‌است. سالکیم‌سو ۱۳۷ نفر جمعیت دارد.